# Eupsenella klesoviana
Eupsenella klesoviana — викопний вид комах з роду Eupsenella (родина Bethylidae). Виявлений в еоценовому рівненському бурштині (Україна, близько 40 млн років).

## Опис
Довжина тіла 2,9 мм. Наличник з кутастою медіальною часткою. Голова субквадратна. Пронотальний диск з глибокою поперечною борозною довкола свого заднього краю. Нотаулі вузькі, сходятся у напрямку назад. Вусики 13-членикові. Передні крила містять шість закритих комірок (R, 1Cu, C, 1M, 1R1, 2R1). Нотаулі та парапсідальні борозни грудей розвинені. Вид Eupsenella klesoviana вперше описаний у 2014 році бразильськими, українським і російським палеоентомологами Магно Рамосом (Magno S. Ramos, Бразилія), Євгенієм Перковським (Київ, Україна), Олександром Расніциним (ПІН РАН, Москва, Росія) і Селсо Азеведо (Celso O. Azevedo, Бразилія, Федеральний університет Еспіриту-Санту, факультет біології, Маруйпе (Maruípe), Віторія, Еспіриту-Санту) разом з таксонами Eupsenella aulax, Eupsenella rossica, Eupsenella yantarnica, Goniozus definitus, Lytopsenella baltica, Lytopsenella maritima, Sierola rovniana та іншими новими викопними видами. Вид E. klesoviana отримав свою назву від місця, де була виявлена типова серія (Клесів, Рівненська область). Таксон Eupsenella klesoviana близький до видів Eupsenella rossica, Eupsenella yantarnica та інших.